# 早稲田文学新人賞
早稲田文学新人賞（わせだぶんがくしんじんしょう）は、早稲田文学会によって主催されている公募新人文学賞である。

## 概要
早稲田大学文芸科の教授であった平岡篤頼の尽力によって、1984年に創設された。1984年の第1回から2000年の第17回までは小説、評論、詩、短歌の4部門制で毎年1回受賞作を発表していたが、2001年の第18回から2004年の第21回までは小説、評論の2部門制となった。2005年から2007年までは掲載誌である『早稲田文学』が休刊となっていたため、休止されていた。2008年の『早稲田文学』復刊とともに不定期ながら本賞も再開され、小説の1部門制、選考委員を各回1名のみとすると定められた。

## 受賞作一覧
特に但し書きのないものは小説。

### 第1回から第10回
- 第1回(1984年) - 岸山真理子 「桂とライラとカガンダンハン」、安久昭男 「悲しいことなどないけれどさもしいことならどっこいあるさ」
- 第2回(1985年) - 該当作なし
  - 佳作 - 白鳥達也 「樹雨」、盛田隆二 「夜よりも長い夢」、清田由井子 「古今の花」（短歌）
- 第3回(1986年) - 織田百合子 「まほし、まほろば」、伊東貴之 「変奏する人生――八木義徳「私のソーニャ」をめぐって」（評論）
  - 佳作 - 望月信昭 「おやすみは小さな声で」、西山翳 「風の棲み家」（短歌）、坂口恒 「都会の標本箱」（詩）
- 第4回(1987年) - まきのえり 「プツン」、北原耀子 「青炎」（短歌）
  - 佳作 - みつ山すず江 「スカスカにしてやる」（詩）、上田かおる 「ゴールデン街　一九八七年　真夏」（短歌）、小笠原和幸 「馬の骨」（短歌）
- 第5回(1988年) - 該当作なし
  - 佳作 - 内海恵理子 「アクセルとブレーキ・娼婦」（詩）、行場沙羅 「海峡の方向に踏みだして」（詩）
- 第6回(1989年) - 波多野杜夫 「東京一景」、松崎美保 「まり子のこと」、引間徹 「テレフォン・バランス」
- 第7回(1990年) - 林和太 「アプカサンペの母（ハポ）」
  - 佳作 - 磯村健 「蓼莪」（短歌）
- 第8回(1991年) - 該当作なし
  - 佳作 - 矢水由起彦 「湾岸street」（詩）、田中綾 「人間呼格」（短歌）
- 第9回(1992年) - 麻田圭子 「モーニング・サイレンス」、羽根田康美 「シングルマザー」、小笠原和幸 「テネシーワルツ」（短歌）
- 第10回(1993年) - 森田候悟 「曝野」、正山千夏 「忘却セッケン」
  - 佳作 - 古井ミト 「夕焼けの測り方」

### 第11回から第21回
- 第11回(1994年) - 小軌みつき 「月蝕名簿」（短歌）
  - 佳作 - 小倉倫子 「熱帯魚の水」
- 第12回(1995年) - 向井豊昭 「BARABARA」
- 第13回(1996年) - 大久秀憲 「葛西夏休み日記帳」
- 第14回(1997年) - 該当作なし
  - 佳作 - 岡田親義「かなさあたんど」、男沢一 「徘徊する男」
- 第15回(1998年) - 阿部公彦 「荒れ野に行く」
  - 佳作 - 鈴木佐知 「センプリニ」（短歌）、城戸武墾 「必然」他二篇（詩）
- 第16回(1999年) - 松本薫 「ブロックはうす」、高橋秀行 「影の眼差し」
- 第17回(2000年) - 城殿智行 「吐き怒る天使--大岡昇平と「現在形」の歴史」（評論）
  - 佳作 - 鶴岡一生 「サイヨーＧ・ノート」
- 第18回(2001年) - 該当作なし
- 第19回(2002年) - 仙田学 「中国の拷問」
- 第20回(2003年) - 萩田洋文 「ロマン戦」
- 第21回(2004年) - 雅雲すくね 「不二山頂滞在記」

～休止期間（2005～2007年）～

### 第22回から第30回
- 第22回(2008年) - 間宮緑 「牢獄詩人」
- 第23回(2009年) - 青沼静哉 「ほか♨いど」
- 第24回(2012年) - 黒田夏子 「abさんご」（第148回芥川龍之介賞受賞）
- 第25回(2015年) - 中野睦夫 「贄のとき」、桝田豊 「小悪」

## 選考委員
- 第1回から第2回 - 荒川洋治、鈴木貞美、立松和平、中上健次、平岡篤頼、福島泰樹、三田誠広
- 第3回から第5回 - 荒川洋治、川西蘭、鈴木貞美、立松和平、平岡篤頼、福島泰樹、三田誠広
- 第6回から第7回 - 荒川洋治、川西蘭、鈴木貞美、平岡篤頼、福島泰樹、夫馬基彦、三田誠広
- 第8回から第10回 - 荒川洋治、竹田青嗣、平岡篤頼、福島泰樹、夫馬基彦、三田誠広
- 第11回から第13回 - 荒川洋治、富岡幸一郎、平岡篤頼、福島泰樹、夫馬基彦、三田誠広
- 第14回から第17回 - 荒川洋治、富岡幸一郎、平岡篤頼、福島泰樹、三田誠広、盛田隆二
- 第18回から第19回 - いとうせいこう、絓秀実、松浦理英子、山城むつみ、渡部直己
- 第20回から第21回 - いとうせいこう、斉藤美奈子、すが秀実、山城むつみ、渡部直己
- 第22回 - 中原昌也
- 第23回 - 東浩紀
- 第24回 - 蓮實重彦
- 第25回 - マイケル・エメリック